# Lampyris noctiluca
La Lampyris noctiluca, o cuca de llum europea, és un tipus de coleòpter pertanyent a la família Lampyrida, englobada a la superfamília Elateroidea.
Aquesta espècie presenta un dimorfisme sexual molt pronunciat. Els mascles presenten una morfologia típica d'un coleòpter adult, en canvi, les femelles conserven molts trets larvaris.El tret més d’estacat de Lampyris noctiluca (compartit amb altres cuques de llum), és la capacitat de les femelles per generar bioluminescència, amb l’objectiu d’atraure els mascles.

## Hàbitat
La seva distribució engloba tot Europa i Àsia, englobant de Portugal a l'oest, fins a la Xina a l'est, quasi arribant al Cercle Polar Àrtic com a límit septentrional. Solen habitar en regions temperades, sobretot prats, jardins i parcs. Encara que, a causa de la pressió humana, és una espècie en regressió.

## Descripció
Larves
Les larves són l'estadi més longeu d'aquests organismes. Són de mida petita, al voltant d'uns 4 a 30 mm. Tenen una tonalitat negre dorsal i crema ventral, amb taques rosades als extrems dels segments. En la cara ventral de l'últim segment abdonimal, presenten dos punts bioluminescents. La seva morfologia és molt similar a Lapyris iberica.
Mascles
Els mascles presenten una llargada al voltant dels 13 i 15 mm de llarg. Tenen un pronot fosc, amb absència de punts vermells sota d'ell. Els seus èlitres estan ben desenvolupats, sent d'un color negre brillant, amb marges poc evidents. Tenen dos punts de llum verda en el darrer segment ventral, que utilitzen quan se senten amenaçats.
Femelles
Són majors que els mascles, mesurant entre 15 a 20 mm de llarg. El seu pronot és d'un color fosc. Presenta una morfologia larvària, sense èlitres, però amb un abdomen fosc força esclerotitzat. Al final de l'abdomen, presenten 2 franges i 2 punts bioluminescents.

## Cicle vital

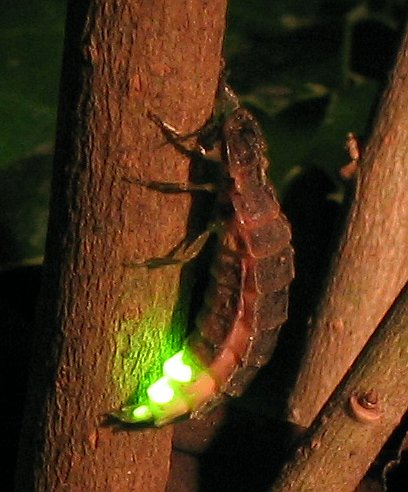
Femella fent servir la bioluminescència per atraure a un mascle.

Durant el final de l'estiu, les larves passaran a l'estadi de pupa i posteriorment a organismes adults (amb un desfàs d'uns 4 a 6 dies entre les femelles i els mascles). Les femelles comencen a realitzar el seu festeig lluminós, corbant el seu cos per modular els senyals lumínics produïts en la regió ventral del seu abdomen.
Una vegada es realitza la còpula, la femella posa al voltant de 50 a 150 ous esfèrics d'un mil·límetre de diàmetre, que poden presentar una tènue brillantor groga.
Les larves fan eclosió al voltant del mes (27 a 45 dies), mesurant al voltant d'uns 5 mm de llarg. Durant les seves primeres hores, esperen que s'endureixi la cutícula, per després començar amb la recerca d'aliment, consistent principalment per gasteròpodes terrestres. Aquestes mostren activitat nocturna, adequant-se a l'hàbitat i hores de les seves preses, que les detecten gràcies als palps del seu cap, podent arribar a recórrer fins a 120 metres al dia.
Dediquen la major part de la tardor en alimentar-se, podent arribar a fer múltiples mudes. Quan comença el fred, busquen refugi sota troncs, de pedres o fullaraca, que no baixi dels 4°C a la nit, per a hibernar. Amb l'arribada de la primavera, realitzarà un altre any larvari, on es dedicarà a alimentar-se i a mudar diverses vegades (pot fer al voltant de quatre a set mudes), fins que torni a realitzar una segona hibernació. Al següent any, la larva anirà perdent els seus hàbits nocturns i començarà a ser més diürna. No se sap molt bé la raó d'això, es creu que podria ser una forma d'assegurar la dispersió de l'espècie.
Finalment, al voltant del mes de maig i juny, la larva es prepara per fer la pupa. Per tant, buscarà zones protegides com troncs o roques, a vegades de forma gregària, cosa que sembla avantatjós, ja que les femelles no se solen desplaçar molt. Primer emergeixen les femelles (al cap d'uns deu dies), i uns dies més tard els mascles, començant de nou el cicle. En presentar un cicle bianual, es generen dues poblacions aïllades temporalment (d'anys parells i imparells), encara que és possible la interacció entre poblacions, per individus que presentin un cicle d'1 o 3 temporades.

## Alimentació

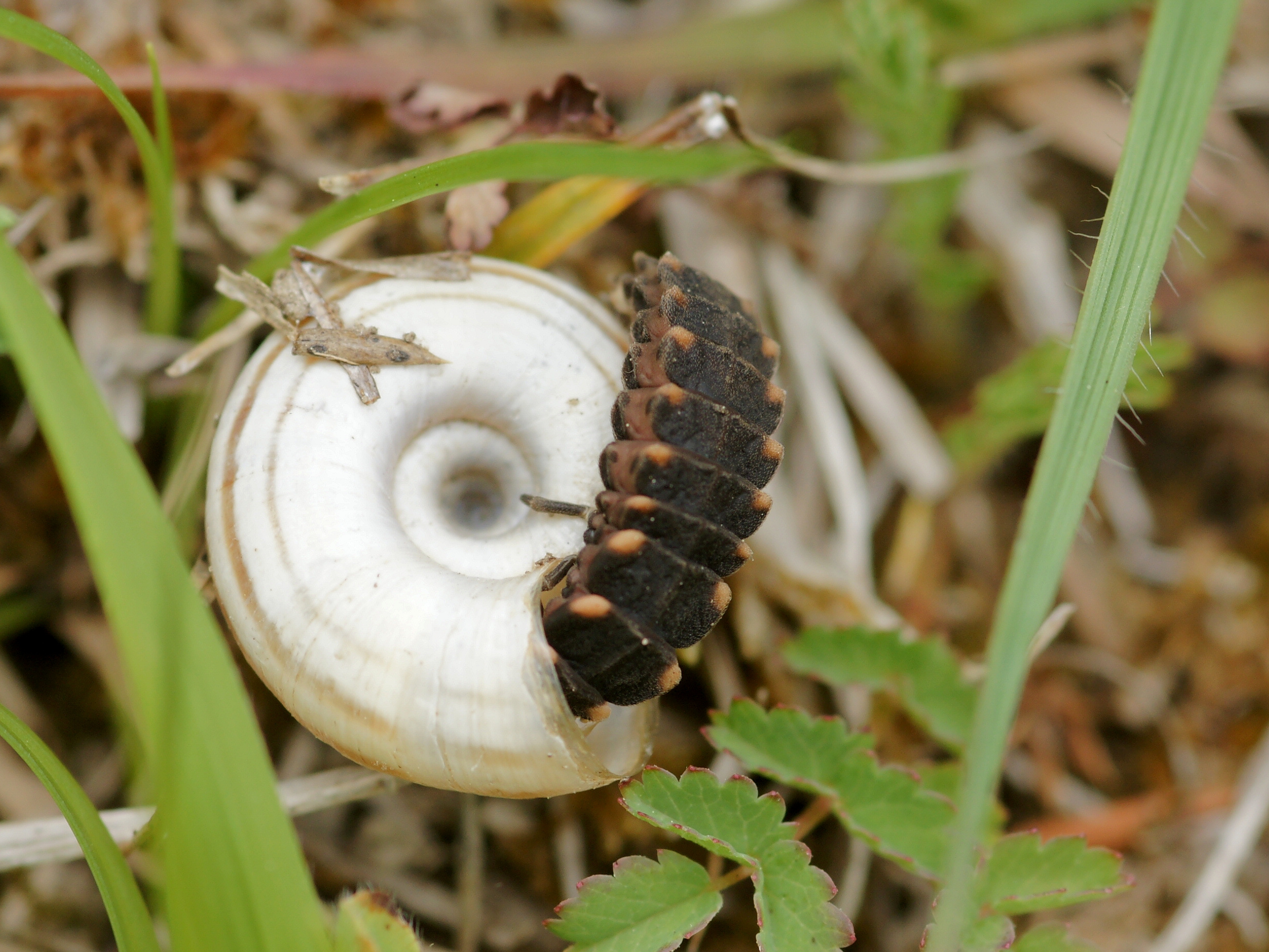
Larva alimentant-se d'un cargol.

Les larves s'alimenten de gasteròpodes terrestres (cargols i llimacs). Quan la larva localitza una presa, aquesta munta sobre ella. Quan el moment sigui propici, la immobilitza clavant-li una mossegada amb les seves mandíbules, que compten amb un conducte a través del qual passa un suc secretat per l'intestí de les larves que a més de paralitzar la presa, trenca i digereix els seus teixits, convertint-los en una farineta que pot ser fàcilment absorbida.
En captivitat mostren tenir apetència per un gran nombre d'espècies de caragols i llimacs, entre els quals hi ha espècies comunes com els cargols blancs (Theba pisana), els també petits Oxycilus cellarius i Vitrea crystallina, Cochlicella acuta i Cochlicopa lubrica. Aquestes espècies són bàsicament caragols de mida petita, que formen part de la dieta de les larves en els seus primers estadis; a les nostres latituds, les larves crescudes s'alimentaran de cargols més grans com Otala lactea o Cantareus aspersus. També poden alimentar-se de cucs de terra i altres mol·luscs aquàtics (cargolets d'aigua dolça) del tipus Physia. Durant el desenvolupament, una larva de cuc de llum pot menjar més de setanta caragols. Els adults no menjen, utilitzen tota la seva energia en trobar parella i morirán poc després de la posta d’ous.

## Bioluminescència

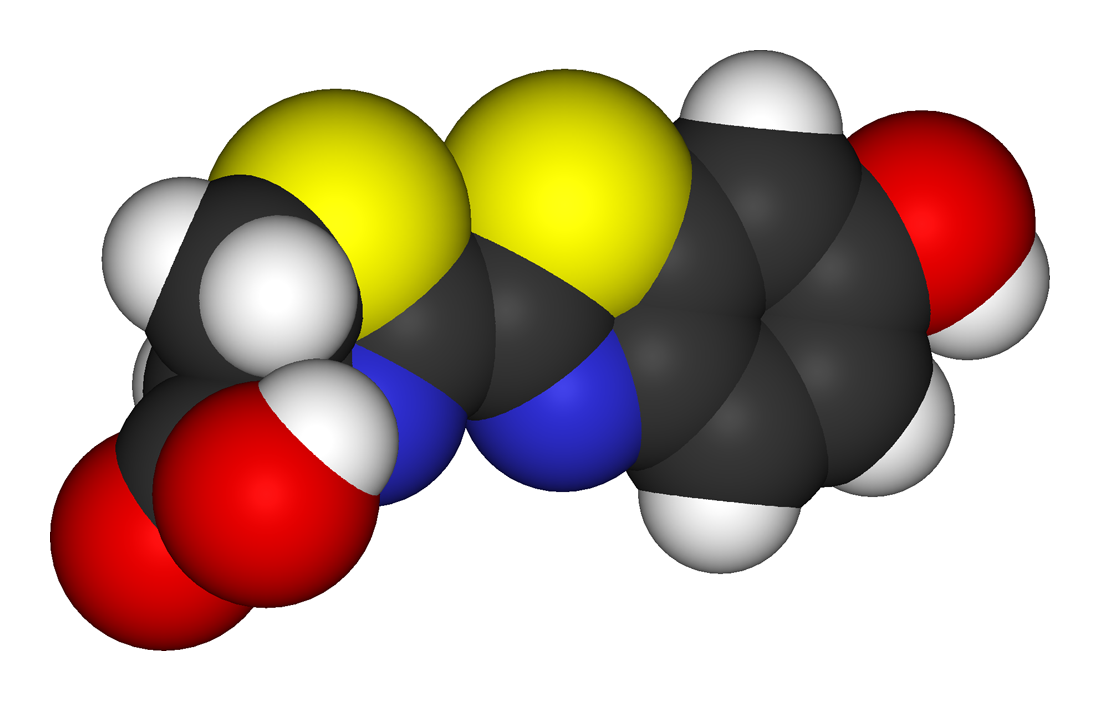
Luciferina: color groc=sofre; blau=nitrogen; negre=carboni; roig=oxigen; blanc=hidrogen.

Les cuques de llum tenen la capacitat de produir bioluminescència per atraure les seves parelles. Les femelles adultes emeten aquesta llum, tot i que en menor intensitat, poden fer-ho en totes les etapes de la seva vida. La llum que emeten per la part ventral dels últims segments de l’abdomen és de color verd o groc. Aquests insectes només emeten llum durant un parell d’hores a la nit i després es tornen a amagar. Les femelles poden emetre llum durant fins a 10 dies seguits, però deixen de fer-ho quan troben parella. La llum que emeten és contínua, tot i que el moviment de l’abdomen dona la impressió que la modulen. Els mascles poden detectar aquesta llum fins a una distància de 50 metres.
Lampyris noctiluca regula l'emissió de llum controlant l'aportació d'oxigen a les membranes que contenen la luciferina. Aquestes petites molècules reaccionen passant a oxiluciferina i alliberant energia lluminosa en una reacció bioquímica catalitzada per la luciferasa que a més requereix Mg i ATP com a cofactor. A més hi ha un enzim regenerador de luciferina. La luciferina de lluerna cristal·litzada és fluorescent, absorbeix radiació UV i emet radiació a l'espectre del visible amb un bec a 530 nm (verd).

### Passos de la reacció
1. Lluciferina + ATP = luciferil adenilat + PPi
2. Lluciferil adenilat + O2 = oxiluciferina + AMP + llum

Diferents espècies de cuc de llum utilitzen la mateixa luciferina. Pràcticament el 98% de l'energia d'aquesta reacció es converteix en llum, passant a ser calor només el 2%, això és força més eficient que les nostres bombetes.

## Conservació
Al món hi ha al voltant de 2000 espècies de cuques de llum, que en els últims anys, han patit una disminució de les seves poblacions a causa de la destrucció del seu hàbitat i la pèrdua associada a activitats com plantacions agrícoles, desforestació, contaminació lumínica i l'ús de pesticides.

### Factors que afecten l'estat de conservació deLampyris noctiluca
- Canvi climàtic: L'augment de les temperatures i la disminució de les precipitacions al final de l'estiu, està associat a una disminució de les seves poblacions a causa de la dessecació i la manca de disponibilitat de preses.[10]
- Usos del sòl: L. noctiluca requereix hàbitats específics per al seu desenvolupament, com praderies de gespa curta i àrees obertes on les femelles poden emetre la seva llum bioluminescent per atraure els mascles. L’expansió de zones residencial i carreteres, han reemplaçat aquests hàbitats crucials per a les etapes juvenils i la reproducció dels adults. Per tant, practiques com el pasturatge  i la talla mecànica, poden afavorir la conservació d'aquests hàbitats específics, conservant a les poblacions regionals.[10]
- Contaminació ambiental: Són espècies molt sensibles a la contaminació química i lumínica. Concretament, la llum artificial nocturna interfereix en l'èxit reproductiu de L. noctiluca. Això passa, al fet que es redueix la durada de la brillantor de les femelles, cosa que dificulta que els mascles les trobin, ocasionant un descens en el nombre d'aparellaments.[11]
- Factors biòtics: L'abundància en caragols i llimacs, poden afectar la supervivència de les larves. Com s'ha esmentat abans, un estat de sequera pot reduir el nombre de preses, afectant les poblacions de L. noctiluca.[10]

Per tant, és fonamental el monitoratge continu i sistemàtic de les poblacions per comprendre les seves tendències i factors que interactuen. Sobretot per determinar de forma contundent si les poblacions de L. noctiluca presenten un declivi o les variacions són degudes a fluctuacions ambientals.